# 요먼대

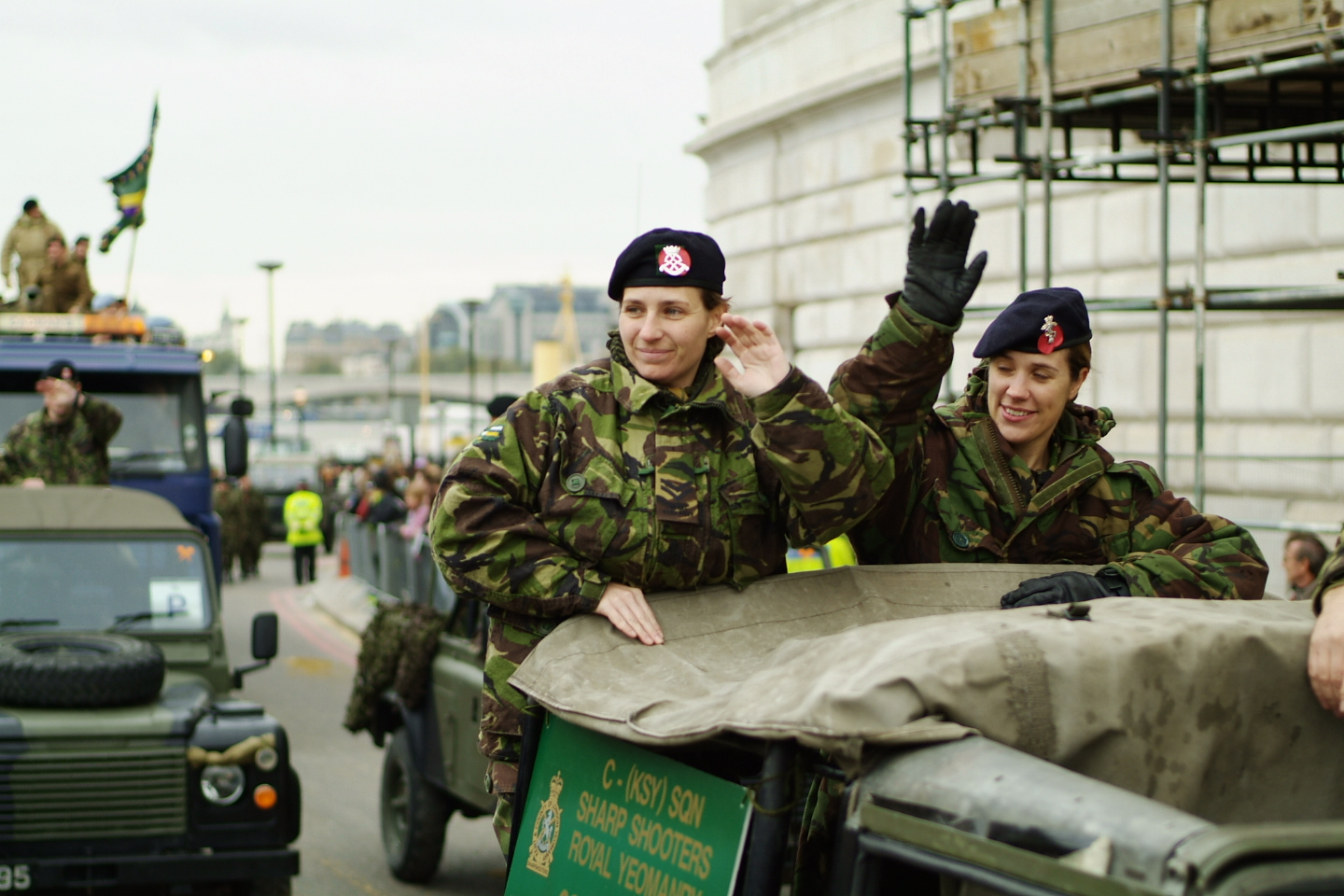
2006년 런던 열병식의 켄트 사격병 요먼대.

요먼대(Yeomanry)는 영국 육군의 부대지정명으로 사용되는 표현이다. 그 기원은 요먼(중소자영농)들로 이루어진 의용기병대였으나, 오늘날에는 예비군의 다양한 부대에서 요먼대라는 명칭을 사용하므로 기병부대라고만 한정할 수 없게 되었다.
1790년대 프랑스 혁명과 뒤이은 쿠데타에 의한 나폴레옹 1세의 등장은 영국(당시엔 그레이트브리튼 왕국)에 침략에 대한 공포를 불러일으켰다. 국방을 위해 여러 주에서 요먼들이 의용연대를 모집했다. 요먼들은 자영소농들이었으나, 이 요먼연대를 지휘하는 장교들은 귀족 또는 재지신사였다. 이렇게 만들어진 연대들을 집합적으로 요먼대라고 부르게 되었다. 요먼대는 의용군단의 기병대를 맡았는데, 이 시기의 의용기병대로서의 요먼대를 요먼기병대(1794년-1908년)라고 한다.
19세기 상반기 요먼연대들은 폭동이나 소요 진압 같은 공권력의 역할을 수행했다. 피털루 학살도 이들 요먼연대들에 의해 일어난 것이다. 그러다 경찰 개념과 조직이 발명되어 그 역할을 대체하자 요먼대는 향토방위 업무에 집중했다. 1827년 재정적 문제로 요먼연대의 수를 줄이기로 했고, 지난 10년간 문민법집행 보조에 동원된 경험이 없는 요먼연대들은 해산되었다. 이 때의 군축으로 요먼대는 유급 22개 연대, 무급 16개 연대로 정리되었다. 1830년대에 요먼연대의 수는 각 지역의 불온정도에 따라 등락을 거듭했다. 예컨대 1798년 연합 아일랜드인의 난을 진압했던 아일랜드인 요먼대는 1838년 해산되었다.
이후 30여년간 요먼대는 영국의 정규 기병대를 보조하는 2선급 전력으로 보존되었다. 신병 모집의 곤란으로 인해 1870년 모든 요먼대를 해산할 것이 고려되기도 했으나, 대신 효율성 강화를 위한 여러 개혁을 하는 것으로 대신되었다. 요먼대에 소속된 각 요먼병들이 1년 중 일정 기간의 의무 훈련을 받는 대신 임금을 받게 되었다. 요먼대를 지휘하는 장교나 훈련 교관들은 새로 설치된 훈련학교를 이수하도록 했고, 각 주에 파견된 국왕대리경의 소관이었던 요먼대 군령권을 중앙정부의 전쟁성이 회수해 갔다. 이런 개혁들은 요먼대의 수를 적게 유지하면서 전문성을 향상시켰다(1881년 기준 10,617명). 원래 요먼대들에는 기마포병부대, 또 말이 충분하지 않을 경우 하마부대 따위의 병종들이 혼성되어 있었는데 1876년 모든 요먼병을 경기병으로 통일하고 다른 병종의 요먼대는 폐지시켰다.

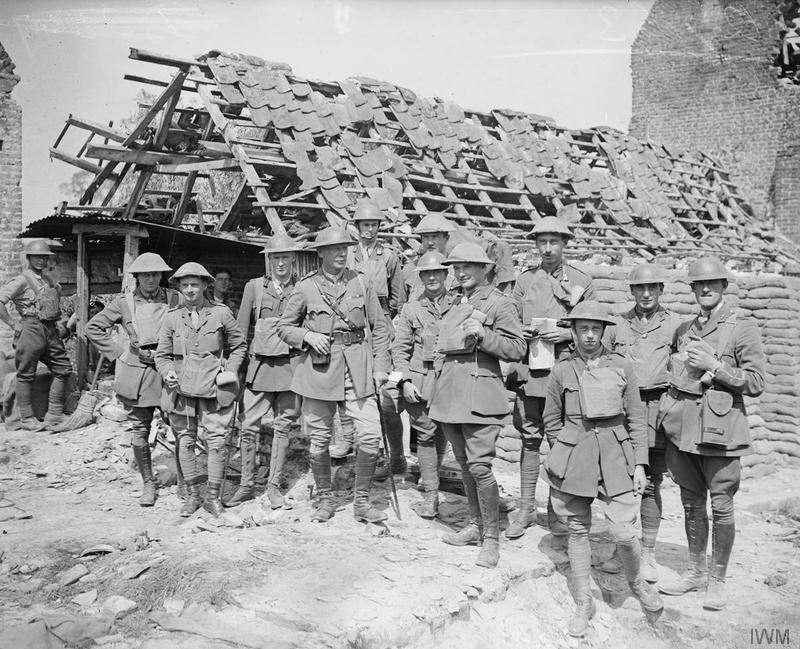
100일 공세 당시 왕립 서퍽 검기병대.

제2차 보어전쟁 당시 해외의 의용병들로 구성된 제국 요먼대가 편성되었다. 1901년, 모든 요먼대를 "제국 요먼대"로 재명명하고 재편성했다. 1908년 제국요먼대는 의용군과 합병되어 국토군을 형성하고 국토군의 기병대가 되었다. 동시에 "제국" 접두사는 삭제되었다.
제1차 세계대전 직전인 1914년에는 55개 요먼연대가 있었고, 같은 해 8월 2개 연대가 더 편성되었다. 정규연대들은 3개 대대로 이루어졌지만 요먼연대들은 4개 대대로 이루어졌다. 이 요먼연대들은 함께 묶여 기마여단으로 편성되거나 사단 예하 기병대로 배속되었다.   요먼연대의 군정권은 각 주 또는 지역과 밀접하게 연결되어 있었는데, 이는 연대 이름들마다  연고지 이름이 붙어 있는 것에서 알 수 있다. 이 요먼대들 중에는 요먼대 개념이 처음 생긴 1790년대부터 백 년 넘게 지속된 부대도 있었다. 1차대전 이후 국토군은 해산되었고 국토육군으로 재편성되었다. 대전쟁을 거치면서 요먼대들은 차량화보병, 포병, 공병, 통신병 등으로 전환되었고, 기병을 유지하는 고참 요먼대는 14개밖에 남지 않았다. 그 중 2개 연대는 해산되었다. 병과가 바뀐 요먼대들도 요먼대의 이름과 전통을 유지했다.

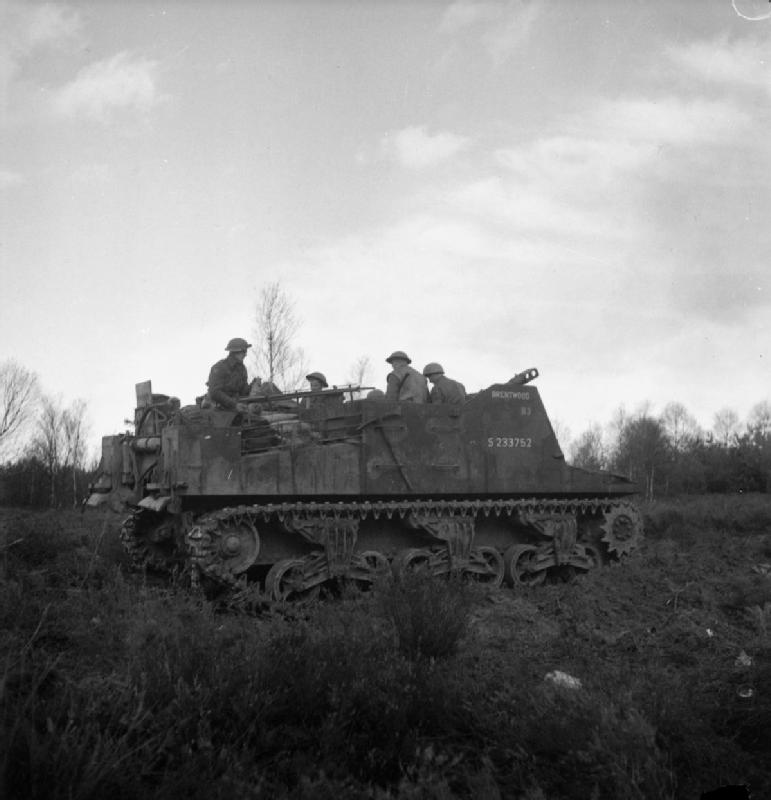
장갑차 부대가 된 에식스 요먼대(1944년).

제2차 세계대전 발발 직전인 1939년, 국토육군은 크기가 2배로 커졌고, 산하 부대의 수도 2배가 되었다. 때문에 해산되었던 요먼대 일부가 재편성되었다. 마지막 기병요먼대인 왕비소유 요크셔 용기병대가 1942년 3월 기갑부대로, 그리고 얼마 뒤 국왕소유 요크셔 경보병대의 보병대대로 전환되면서 기병 요먼대는 완전히 사라졌다.
전후 1957년과 1961년 두 차례 국토육군의 감축이 이루어졌고, 몇몇 요먼대들은 2개가 하나로 통폐합되었다. 1967년 예비군에 대규모 군축이 이루어짐과 동시에 국토육군이 국토육군 의용예비역으로 전환되었다. 이 때 남아있는 요먼연대들은 모두 대대, 중대, 포대급으로 축소되었다. 그 뒤로도 여러 차례재조직이 이루어졌다.

## 현존 요먼대 목록
왕립 요먼대
- C&S 대대 (웨스트민스터 용기병대)
- A대대 (노팅엄셔 요먼대)
- B대대 (스태퍼드셔, 워윅셔, 우스터셔 요먼대)
- C대대 (켄트 사격병 요먼대)
- D대대 (슈롭셔 요먼대)
- E대대 (레스터셔 더비셔 요먼대)
- 왕립 요먼단 (법조원 시내 요먼대)

왕립 웨식스 요먼대
- B대대 (왕립 윌트셔 요먼대)
- A대대 (도르싯 요먼대
- C대대 (왕립 글로스터셔 검기병대)
- D대대 (왕립 데번 요먼대)
- Y대대 (왕립 윌트셔 요먼대)

여왕소유 요먼대
- A (요크셔 요먼대)
- B (랭커스터 공작소유 요먼대
- C (체셔 요먼대
- 사령지원대대 (노섬벌랜드 검기병대)

스코틀랜드 북아일랜드 요먼대
- A대대 (에어셔 캐릭 백작소유 요먼대)[1]
- B대대 (북아일랜드 기마병대)[2]
- C대대 (파이프 포르퍼 요먼대 스코틀랜드 기마병대)[3]
- E대대 (로디언 국경 요먼대)[4]